# Elmshorn
Elmshorn è una città di 50 141 abitanti dello Schleswig-Holstein, in Germania.
Appartiene al circondario di Pinneberg.